# کلتسکنی (اورگن)
کلتسکنی (به انگلیسی: Clatskanie) شهری در شهرستان کلمبیا ایالت اورگن است و در سرشماری سال ۲۰۱۱ میلادی، ۱٬۷۳۷ نفر جمعیت داشته که نسبت به سال ۲۰۱۰، ۰٫۱۷ درصد رشد جمعیت داشته‌است.

## موقعیت جغرافیایی
موقعیت جغرافیایی شهرها و مناطق اطراف به شرح زیر است: